# Oskar Simony

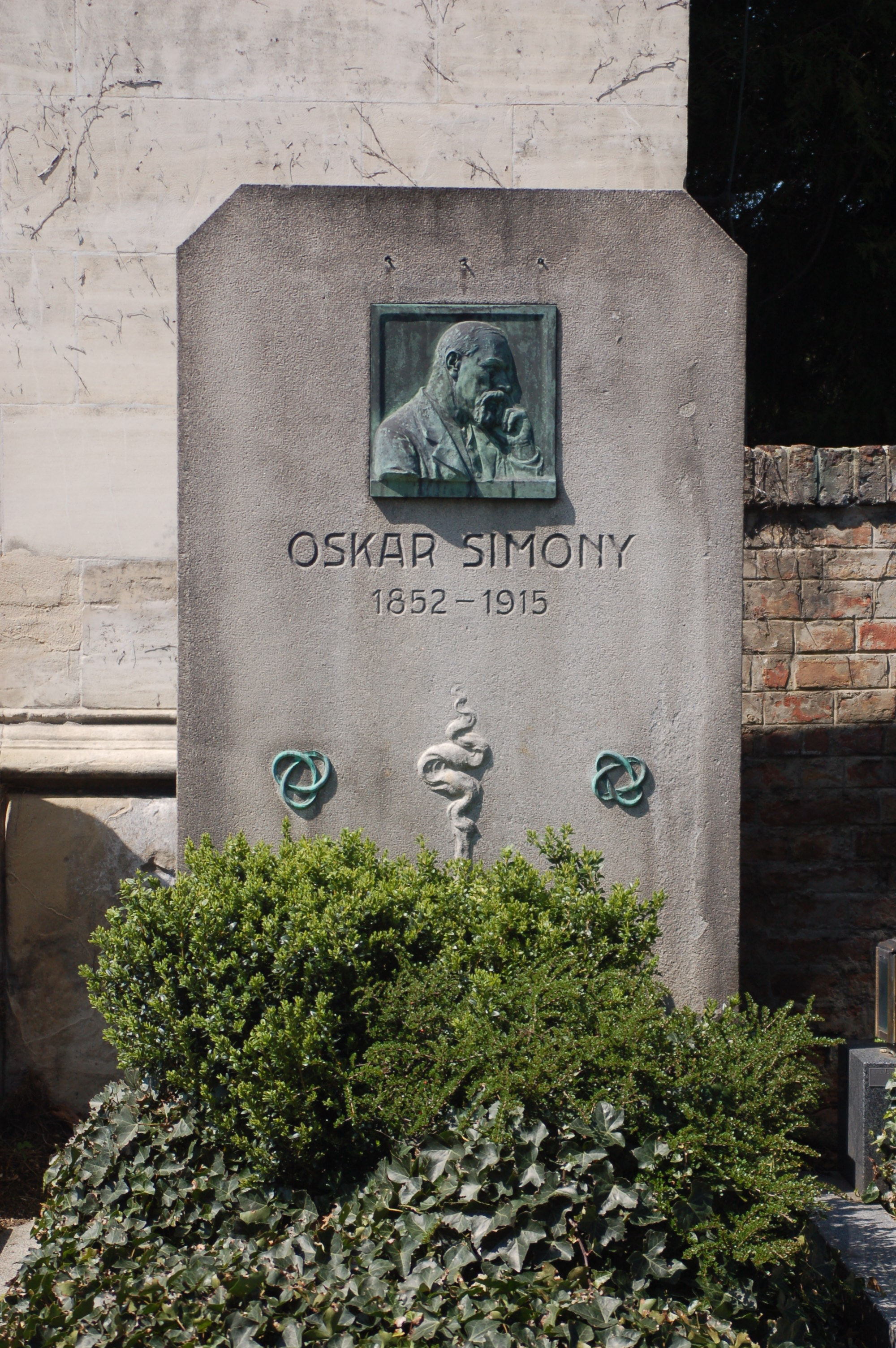
Sepultura de Oskar Simony no Pötzleinsdorfer Friedhof

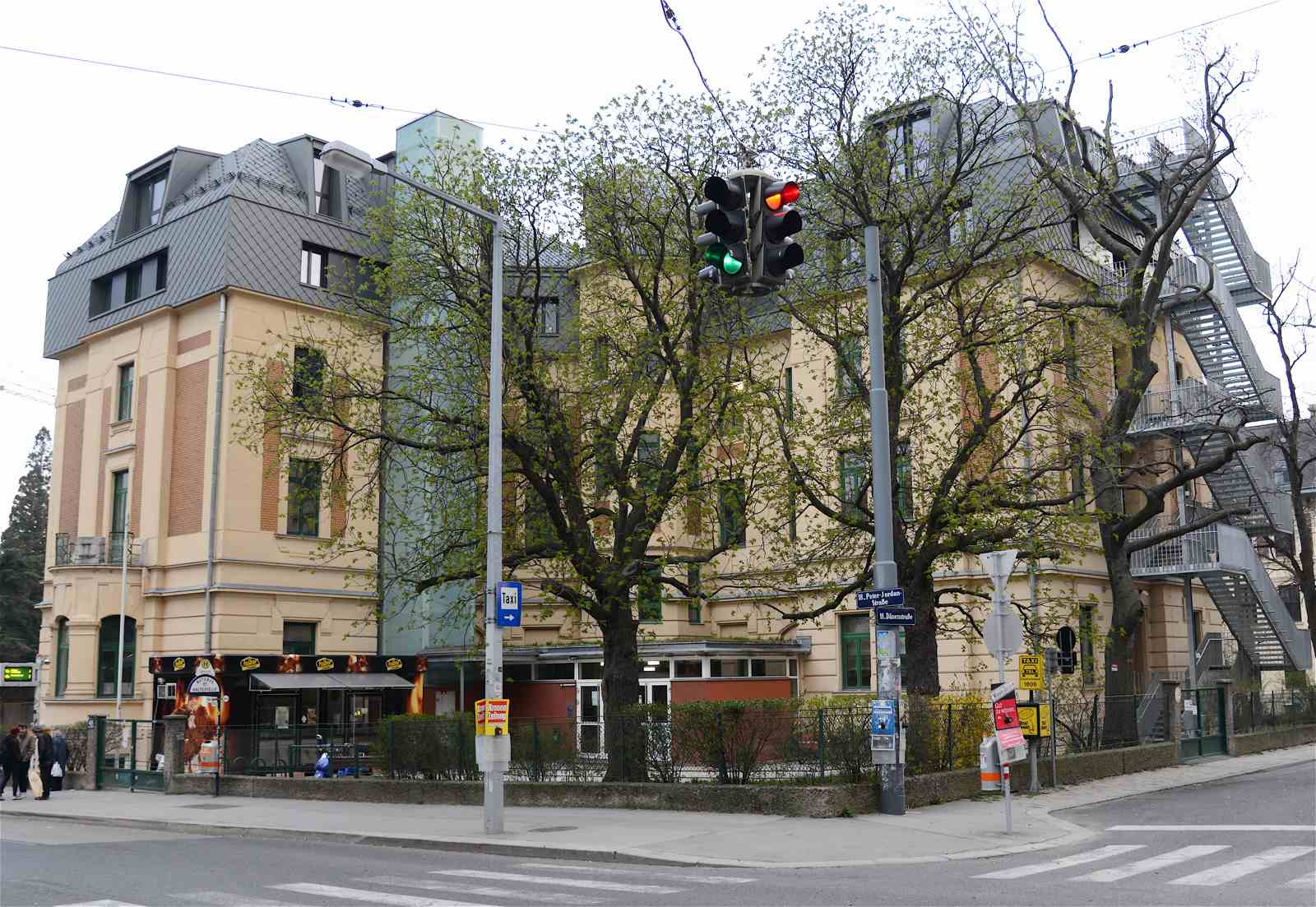
Oskar-Simony-Haus da Universität für Bodenkultur, 1180 Wien, Peter-Jordan-Straße 65

Oskar Simony (Viena, 23 de abril de 1852 – Viena, 6 de abril de 1915) foi um matemático e físico austríaco, professor da Universität für Bodenkultur, Viena.

## Vida
Filho do geógrafo Friedrich Simony. Estudou matemática e física na Universidade de Viena, onde obteve um doutorado em 1874, onde foi Privatdozent de matemática e física teórica. Em 1888 foi eleito membro da Academia Leopoldina.
Após 37 anos na Universität für Bodenkultur aposentou-se. Depois concluiu a obra de sua vida, Primzahlenrechnungen für das Successionsgesetz der reellen Primzahlen.